# Cacopsylla rufipennis
Cacopsylla rufipennis är en insektsart som beskrevs av Hodkinson 1978. Cacopsylla rufipennis ingår i släktet Cacopsylla och familjen rundbladloppor. Inga underarter finns listade i Catalogue of Life.